# Tian Yuan
Tian Yuan (chiń. 田源; ur. 29 stycznia 1993) – chińska sztangistka, złota medalistka igrzysk olimpijskich młodzieży, dwukrotna medalistka mistrzostw świata.
Jej największym sukcesem jest zdobycie złotego medalu na Letnich Igrzyskach Młodzieży w Singapurze w kategorii do 48 kilogramów. W tej samej kategorii zdobyła złoty medal mistrzostw świata w 2011 roku.

## Osiągnięcia
| Rok  | Zawody                         | Miasto   | Miejsce | Kategoria | Wynik  |
| ---- | ------------------------------ | -------- | ------- | --------- | ------ |
| 2010 | Igrzyska olimpijskie młodzieży | Singapur | 1       | do 48 kg  | 190 kg |
| 2010 | Mistrzostwa świata             | Antalya  | 3       | do 48 kg  | 204 kg |
| 2011 | Mistrzostwa świata             | Paryż    | 1       | do 48 kg  | 207 kg |